# 거창 무릉리 정씨고가
거창 무릉리 정씨고가(居昌 武陵里 鄭氏古家)는 대한민국 경상남도 거창군에 있는, 숙종12년(1686)에 장사랑을 지낸 산수정 정형초가 건립한 건축물이다. 1992년 10월 21일 경상남도의 유형문화재 제287호로 지정되었다.

## 개요
이 가옥은 숙종12년(1686)에 장사랑을 지낸 산수정 정형초가 건립한 것으로 현재의 건물은 1924년에 중수한 것이다. 건물구성은 안채, 사랑채, 대문채 등으로 되어 있고 안사랑채는 헐리고 일부 변경된 구조로 남아있다. 건물배치는 경사지에 기단을 높게 축조하여 대지의 안쪽 높은 곳에 안채, 바깥쪽 낮은 곳에 사랑채를 배치하였다. 안채는 우리나라 남부지역에서는 보기드문 "ㄷ자형"평면의 3량구조 맞배지붕의 홑처마이며 정면 4칸, 측면 2칸의 "ㅡ자형"평면에 양끝 협칸을 앞으로 돌출시켜 "ㄷ자형"평면외부에 마루를 두르고 계자난간을 설치하였다.
사랑채를 정형초의 호를 따서 "산수정"이라고 부름. 대문은 정면 3칸의 맞배지붕 솟을 대문으로 대문의 좌우에 방과 광을 1칸씩 두었다.. 현재 후손이 기거하면서 관리,보존하고 있다.

## 참고 문헌
- 거창 무릉리 정씨고가 - 국가유산청 국가유산포털